# Институт «Коллективное действие»
Институт «Коллективное действие», ИКД — независимая общественная организация в России, занимавшаяся мониторингом и анализом социальных и протестных движений. Организация была активна в период с 2004 года до начала 2010-х годов.

## Краткое описание
Институт «Коллективное действие» был создан в 2004 году в организационно-правовой форме некоммерческого партнерства, находился в Москве. В качестве своей задачи ставил развитие социальных движений в России, к которым относятся, в частности, жилищное, профсоюзное и студенческое движения. ИКД имел постоянный штат журналистов, освещавших протестные акции в России и в некоторых бывших республиках СССР — Украине, Белоруссии, Казахстане и других. В материалах ИКД и высказываниях представителей Института зачастую подвергались критике либеральная экономическая модель и рыночные реформы.
В начале 2005 года, на волне уличных выступлений против монетизации льгот и реформы жилищно-коммунального хозяйства, ИКД был инициатором создания Союза координационных советов (СКС). В СКС вошли общественные протестные объединения из разных регионов России. ИКД и СКС поддерживали отношения с международными объединениями жилищных активистов — Международным союзом жителей (МСЖ) и движением «No Vox». ИКД в качестве некоммерческой организации являлся членом МСЖ с конца 2006 года.
ИКД взаимодействовал с некоторыми профсоюзными организациями, такими как МОРП «Защита труда» и Всероссийская конфедерация труда, и общественными, такими как Центр социально-трудовых прав и Институт глобализации и социальных движений. Совместно с общественными и политическими организациями ИКД участвовал в подготовке и работе Российских социальных форумов, проходивших в апреле 2005 года в Москве и июле 2006 в Санкт-Петербурге, и Сибирских социальных форумов, проходивших в июле 2005 года в Томске, августе 2007 в Новосибирске и августе 2008 в Иркутске.
Организация была активна до начала 2010-х годов. В дальнейшем фактически прекратила деятельность. В ноябре 2019 директору института Карин Клеман был запрещен въезд в РФ на 10 лет, так как по мнению ФСБ она представляет угрозу для безопасности государства. В 2021 году организация была исключена из ЕГРЮЛ.

## Издания
Институт участвовал в издании газеты СКС «Известия советов». Кроме того сотрудниками ИКД была подготовлена брошюра, посвященная проводимой Правительством России жилищной реформе, под названием «Как защитить свои права при новом Жилищном Кодексе» (издавались с некоторыми дополнениями в 2005—2007 годах). Совместно с рядом профсоюзных и политических организаций Институт участвовал в издании журнала «Свободный профсоюз».

## Сотрудники
В работе института в разное принимали участие, в частности:
- Карин Клеман (Carine Clément, Клемент Карин Матильда[16]) — директор ИКД, член Рабочего комитета СКС, позже — старший преподаватель СПбГУ[17];
- Андрей Демидов — заместитель директора ИКД, активист движения «Альтернативы», позже — один из лидеров профсоюза «Учитель»;
- Станислав Маркелов — адвокат и правозащитник, был убит в Москве 19 января 2009 года;
- Олег Шеин — сопредседатель Межрегионального объединения рабочих профсоюзов «Защита труда», депутат Государственной Думы России в 2000—2011, 2016—2021 годах.